# Fabio Sacchi
Pour les articles homonymes, voir Sacchi.
Fabio Sacchi est un coureur cycliste italien, né le 22 mai 1974 à Milan. Il a notamment remporté la doyenne des classiques italiennes, Milan-Turin, en 2005.

## Biographie
Fabio Sacchi signe son premier contrat professionnel en 1997 avec l'équipe italienne Polti. Il participe dès sa première année au Tour d'Italie. Son équipier Giuseppe Guerini termine l'épreuve à la troisième place, tandis que Sacchi s'immisce dans quelques sprints massifs sans y obtenir de résultats probants.
En 1998, il remporte sa première victoire à la Coppa Bernocchi en s'imposant au sprint devant ses huit compagnons d'échappée. Il obtient également diverses places d'honneur, notamment sur la semi-classique Paris-Bruxelles (7e). Durant les deux saisons suivantes, l'Italien ne gagne pas, mais réalise de bonnes performances sur les classiques du Nord. Il participe également au Tour de France à plusieurs reprises.
Recruté en 2001 par la formation Saeco, il en devient l'un des sprinters et remporte des étapes sur le Tour Down Under et le Tour de Murcie. Il continue de bien figurer sur certaines classiques (Paris-Tours, Milan-Turin) sans toutefois parvenir à s'imposer. Échappé avec Jakob Piil durant la onzième étape du Tour de France 2003, il s'incline au sprint derrière le Danois à Marseille.
En raison de ses qualités de sprinter, il est intégré au « train » chargé d'emmener Mario Cipollini. Il participe ainsi aux victoires d'étapes de son leader sur le Tour d'Espagne 2002.
Durant la saison 2002, Fabio Sacchi est un temps suspendu par son équipe à la suite de la découverte de produits dopants à son domicile. Il est innocenté quelques semaines plus tard par la commission disciplinaire de la Fédération italienne de cyclisme après avoir expliqué que les produits hormonaux saisis étaient destinés à sa femme, enceinte.
En 2004, l'équipe italienne du sprinter Alessandro Petacchi, la Fassa Bortolo l'engage. L'année suivante, il remporte la doyenne des courses italiennes, Milan-Turin, en battant au sprint son ancien coéquipier Mirko Celestino. Il s'agit de sa principale et dernière victoire à ce jour.
Tandis que l'équipe Fassa Bortolo disparaît à la fin de la saison, Sacchi rejoint, avec Petacchi, la nouvelle équipe Milram, où il retrouve l'encadrement de l'ancienne équipe Polti (Gianluigi Stanga, Vittorio Algeri, Antonio Bevilacqua).

## Palmarès

### Palmarès amateur
- 1995
  - 3e du Trophée Antonietto Rancilio
- 1996
  - Parme-La Spezia
  - Trophée international Bastianelli

### Palmarès professionnel
- 1997
  - 2e de la Côte picarde
- 1998
  - Coppa Bernocchi
- 1999
  - 2e du Grand Prix d'Europe (avec Rossano Brasi)
  - 3e du Trophée Matteotti
- 2000
  - 6e du Tour des Flandres
- 2001
  - 2e étape du Tour Down Under
  - Grand Prix de la côte étrusque
  - 2e du Tour du Piémont
- 2002
  - 2e et 3e étape du Tour de Murcie
  - Trophée de la ville de Castelfidardo
  - 2e du Giro Riviera Ligure Ponente
  - 9e de Paris-Tours
- 2003
  - 2e étape du Tour Down Under
  - Tour de Romagne
  - 2e du Trofeo Laigueglia
- 2004
  - 6e étape du Tour du Portugal
- 2005
  - Milan-Turin
  - 1reb étape de la Semaine internationale Coppi et Bartali (contre-la-montre par équipes)
- 2008
  - 3e du Grand Prix de Fourmies

## Résultats sur les grands tours

### Tour de France
5 participations
- 1998 : 47e
- 1999 : 99e
- 2000 : 64e
- 2003 : 60e
- 2006 : abandon

### Tour d'Italie
7 participations
- 1997 : abandon
- 2001 : abandon
- 2002 : 58e
- 2003 : abandon
- 2004 : 102e
- 2005 : 96e
- 2006 : 63e

### Tour d'Espagne
4 participations
- 2002 : 76e
- 2004 : abandon (12e étape)
- 2005 : non-partant (17e étape)
- 2006 : 96e